# دیوید رزنن
دیوید رُزنن (انگلیسی: David Rosenhan؛ ‏ ‎/ˈroʊznən/‎؛ ‏ ۲۲ نوامبر ۱۹۲۹ – ۶ فوریهٔ ۲۰۱۲) دانشمند، پژوهشگر و متخصص در زمینه روان‌شناسی اهل ایالات متحده آمریکا بود.
وی دانش‌آموختهٔ دانشگاه یشیوا و دانشگاه کلمبیا بود و شهرتش به‌واسطهٔ ابداع «آزمون رزنن» است که اعتبار تشخیص‌های بالینی روان‌پزشکی را مورد تردید قرار داد.